# كاتسويا إيواتاكي
كاتسويا إيواتاكي (باليابانية: 岩武 克弥) (4 يونيو 1996 في أويتا في اليابان – )؛ هو لاعب كرة قدم ياباني سابق كان يلعب كمدافع.

## وصلات خارجية
- كاتسويا إيواتاكي على موقع رابطة كرة القدم اليابانية للمحترفين (اليابانية)
- كاتسويا إيواتاكي على موقع قاعدة بيانات كرة القدم.إي يو (الإنجليزية)
- كاتسويا إيواتاكي على موقع Soccerway.com (الإنجليزية)
- كاتسويا إيواتاكي على موقع عالم كرة القدم.نت (الإنجليزية)